# هارون كوهين
هارون كوهين (العبرية: אהרון כהן؛ 1910-1980 م) كان إسرائيليًّا من أصل روسي، وكان عضوًا بارزًا في حزب العمال الموحد، وهو حزب سياسي إسرائيلي مؤيد للاتحاد السوفييتي والذي كان موجودًا خلال العقدين الأولين من قيام الدولة الصهيونية.

## السيرة
وُلد في بريتشاني [الإنجليزية]، محافظة بيسارابيا ، الإمبراطورية الروسية (رومانيا لاحقًا، ومولدوفا حاليًا). جاء إلى فلسطين في عام 1929 حيث انضم إلى كيبوتس شعار هأمكن [الإنجليزية] بالقرب من حيفا. وبعد أربع سنوات تم إرساله إلى رومانيا كمنظم لحركة الشباب الصهيونية. عاد إلى فلسطين في عام 1936 حيث انتخب بعد عام عضوًا في اللجنة التنفيذية لكيبوتس هآرتسي وشارك في تنظيم العمل السياسي في حيفا والهجرة اليهودية غير الشرعية. كان منظمًا موهوبًا وفعالًا، وأُسندت إليه مهمة إنشاء القسم العربي في صحيفة هآرتسي. دعت سياسة الحزب إلى إقامة فلسطين موحدة واشتراكية، ولتحقيق هذا الهدف ألقى محاضرات وأصدر نشرات لأعضاء الحزب يدعو فيها إلى إقامة علاقات جيدة مع العرب. وفي عام 1942، ضغط على حزبه للانضمام إلى رابطة التقارب والتعاون اليهودي العربي الإسرائيلية. وفي ذلك العام انضم إلى قسم العرب في الهستدروت الذي بلغت ميزانيته 1800 جنيه إسترليني. لقد كان، وما زال، متشككًا في سياسة الهستدروت المتمثلة في إنشاء نقابات عمالية عربية خاصة بها بدلًا من العمل مع المنظمات القائمة.
في عام 1948 أصبح رئيسًا لـ"القسم العربي" في حزب العمال الموحد. كان مؤلف كتاب "سياستنا تجاه العرب أثناء الحرب"، وهو بيان سياسة حزب العمال الموحد الذي أقرته لجنتهم السياسية وتم توزيعه على جميع العاملين في الحزب في 15 حزيران 1948. عارضت طرد المدنيين ودعت إلى عودة اللاجئين بعد الحرب. وفي انتخابات عام 1949 أشرف على الكتلة الشعبية العربية [الإنجليزية]، في حزب العمل الموحد للعرب، الذي فشل في الحصول على أي دعم.
وفي عام 1964 نشر كتاب "إسرائيل والعالم العربي". نُشرت الترجمة الإنجليزية في عام 1970. ويزعم أن الإدارة البريطانية شجعت خلال عشرينيات وأوائل ثلاثينيات القرن العشرين المقاومة المحلية للأنشطة الصهيونية.  ويروي الكاتب عن المفاوضات التي شارك في بعضها مع كبار الشخصيات العربية في الفترة من النصف الثاني من ثلاثينيات القرن العشرين وحتى عام 1945. ويزعم أن هذه المبادرات فشلت في تحقيق أي تقدم بسبب رفض الوكالة اليهودية الالتزام بأي مقترحات محددة. في إشارة إلى الاتصالات التي جرت عام 1943، كتب: "لقد سُخِر من الدعوة إلى المفاوضات، بل وتعرضت للتشهير. ولم يغفل المفاوضون العرب عن ملاحظة اللامبالاة، بل والعداء، التي قوبلت بها هذه المحاولة من جانب القادة اليهود الرسميين والمجتمع اليهودي."
استخدم المؤرخ بيني موريس الملاحظات التي دونها كوهين في اجتماعات اللجنة السياسية لحزب العمال الموحد كمصدر أساسي لروايات الفظائع التي ارتكبها جيش الدفاع الإسرائيلي في خريف عام 1948.